# Angiopteris undulatostriata
Angiopteris undulatostriata är en kärlväxtart som beskrevs av Georg Hans Emmo Emo Wolfgang Hieronymus. Angiopteris undulatostriata ingår i släktet Angiopteris och familjen Marattiaceae. Inga underarter finns listade i Catalogue of Life.